# بلاداسپورت
بلاداسپورت (انگلیسی: Bloodsport) عنوان سه شخصیت خیالی بدذات مزدور در کتاب‌های کامیک آمریکایی منتشر شده توسط دی‌سی کامیکس است؛ که همهٔ آن‌ها به عنوان دشمنان شخصیت ابرقهرمان سوپرمن به‌شمار می‌روند.
همچنین نسخه رابرت دوبویس با بازی ادریس البا در فیلم جوخه انتحار (۲۰۲۱) به کارگردانی جیمز گان حضور دارد.